# ProjeKct X
ProjeKct X (udtales "Project Ten") var et af musikgruppen King Crimsons sideprojekter.
Da King Crimson indspillede albummet The ConstruKction of Light, indspillede de fire gruppemedlemmer også albummet Heaven and Earth under navnet ProjeKct X.
Dette var en fortsættelse af traditionen med ProjeKcts One, Two, Three og Four, der var de undergrupper, som King Crimson "fraKctaliserede" sig i fra 1997 til 1998. X står for romertal 10 og skal forstås som summen af de tidligere ProjeKcter: 1 + 2 + 3 + 4 = 10.